# Mosteiro de Santa Maria das Júnias
O Mosteiro de Santa Maria das Júnias é um mosteiro em ruínas de que subsiste a igreja localizado nos arredores de Pitões das Júnias, na freguesia do mesmo nome, município de Montalegre, Distrito de Vila Real, em Portugal.
O Mosteiro de Santa Maria das Júnias está classificado como Monumento Nacional desde 1950.

## História

### Antecedentes
Este mosteiro remonta a um antigo eremitério pré-românico, fundado no século IX, cuja implantação obedeceu a critérios de isolamento. Encontra-se num vale estreito, de difícil acesso e longe dos caminhos e de lugares habitados, inscrito em um grandioso fundo paisagístico.
Em contraste com outros cenóbios do Norte de Portugal, que no geral são possuidores de produtivos coutos, esta primeira comunidade de monges das Júnias dependia da pastorícia, facto que acentuou o seu carácter humilde e ascético.

### O atual mosteiro
O atual mosteiro e seu templo anexo foram erguidos durante a primeira metade do século XII, antes mesmo da fundação da nacionalidade. Era então ocupado monges da Ordem de São Bento. Em meados do século XIII, o mosteiro passou a seguir a regra da Ordem de Cister, ficando agregado à Abadia de Oseira, na Galiza. Ao longo dos séculos, o mosteiro foi enriquecendo com a obtenção de terras na região do Barroso e na Galiza. No início do século XIV, conheceu obras de manutenção e melhoramento em que se destaca a construção do claustro e a ampliação da capela-mor.
No início da Idade Moderna foram realizadas obras de elevação de algumas dependências do mosteiro e da capela-mor do templo, entretanto destruídas pelo assoreamento provocado pelo ribeiro que corre junto à cabeceira do mesmo. Na primeira metade do século XVIII, a igreja foi restaurada, a nível do madeiramento e do lajeamento, e redecorada com retábulos em talha dourada. A partir de meados desse século, entretanto, começou a entrar em decadência e acabou por perder monges e rendimentos. Com a extinção das casas religiosas masculinas (1834) o seu último monge passou a exercer a função de pároco de Pitões. Na segunda metade do século XIX, um devastador incêndio levou à ruína muitas das dependências conventuais.
O Mosteiro de Santa Maria das Júnias encontra-se classificado como Monumento Nacional pelo Decreto n.º 37.728 de 5 de Janeiro de 1950. Em 1986 a Direção-Geral dos Edifícios e Monumentos Nacionais levou a efeito obras de recuperação e melhoramento. Mais recentemente, em 1994 e 1995, o Parque Nacional da Peneda-Gerês promoveu uma intervenção arqueológica no claustro e na cozinha.
A igreja do mosteiro é palco de uma romaria anual, a 15 de agosto, a que acorrem gentes de Pitões das Júnias e de povoações vizinhas.

## Características
Este mosteiro apresenta-se organizado segundo uma planta trapezoidal, encontrando-se a igreja implantada no lado norte as dependências conventuais no sul. As divisões do cenóbio, em grande parte desmoronadas, compreendem dois corpos: o primeiro, paralelo ao riacho, era o dormitório dos monges; o segundo, que se encontra perpendicular ao primeiro, era onde se localizava a cozinha, que ainda mantém a sua chaminé piramidal. Do antigo claustro românico só se conservam três arcos da galeria encostada à igreja. De volta perfeita, assentam em capitéis com decoração fitomórfica.
O templo tem nave única e uma capela-mor que é a estrutura mais bem conservada do cenóbio. Na frontaria, românica rematada por uma empena truncada por um campanário setecentista de dois olhais, abre-se um belo portal com arco de volta perfeita, com uma primeira arquivolta lisa e uma segunda, exterior, adornada com lancetas, por sua vez envolvida por um friso com decoração geométrica. Os ábacos do arco foram decorados por motivos cordiformes, enquanto o tímpano apresenta, ao nível inferior, um dintel decorado com flores estilizadas cruciformes e, por cima deste, uma cruz de Malta vazada, enquadrada por perfurações circulares dispostas em triângulo.
Nas paredes laterais da nave rasgam-se dois portais simples, de tímpanos vazados por cruzes de Malta, semelhantes entre si, sendo rematadas por friso e cornija moldurada e percorridos, a meia parede, por um friso adornado com motivos geométricos, sob o qual se projetam mísulas, também estas enfeitadas por elementos geometrizantes. A janela axial da ousia mostra a sobreposição do estilo gótico ao românico inicial. Numa janela lateral da ousia, voltada a norte, uma curiosa estátua jacente de um monge é interpretada pela população como sendo o marco da cota máxima transbordos do rio ao longo dos séculos. No interior conserva-se um friso ornamentado que percorre a nave à altura das janelas. O arco triunfal, de duas arquivoltas lisas apoiadas em ábacos boleados, é enquadrado por dois retábulos de talha. Na capela-mor, dispõe-se um retábulo-mor com uma elaborada composição em talha.

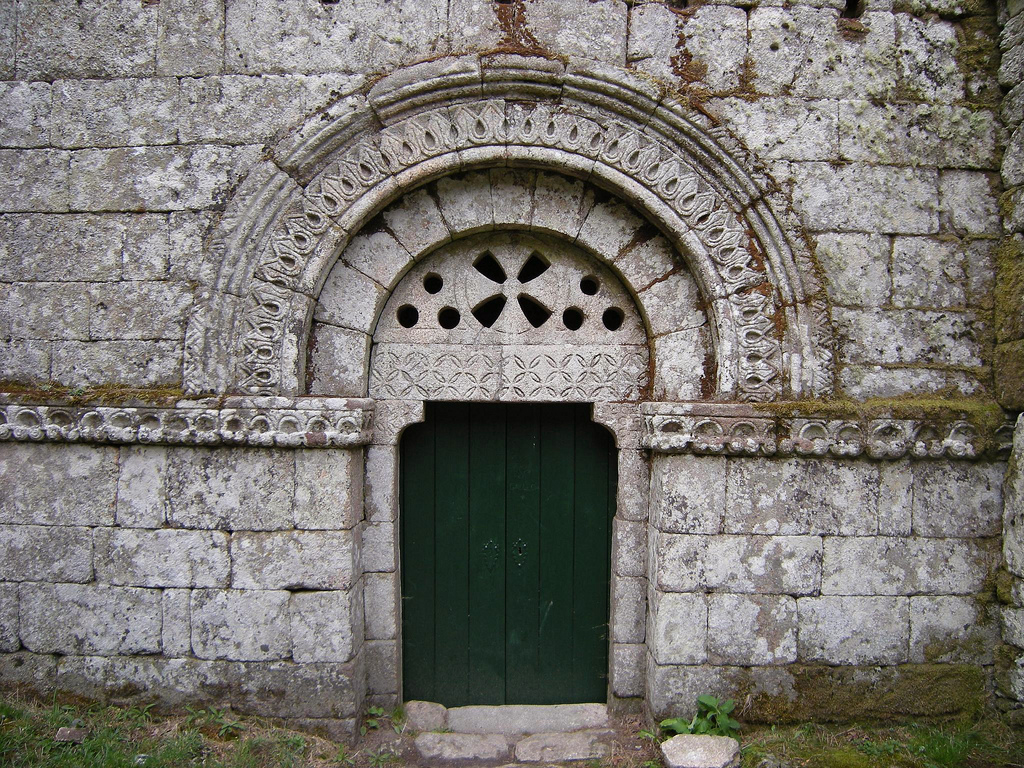
Portal lateral
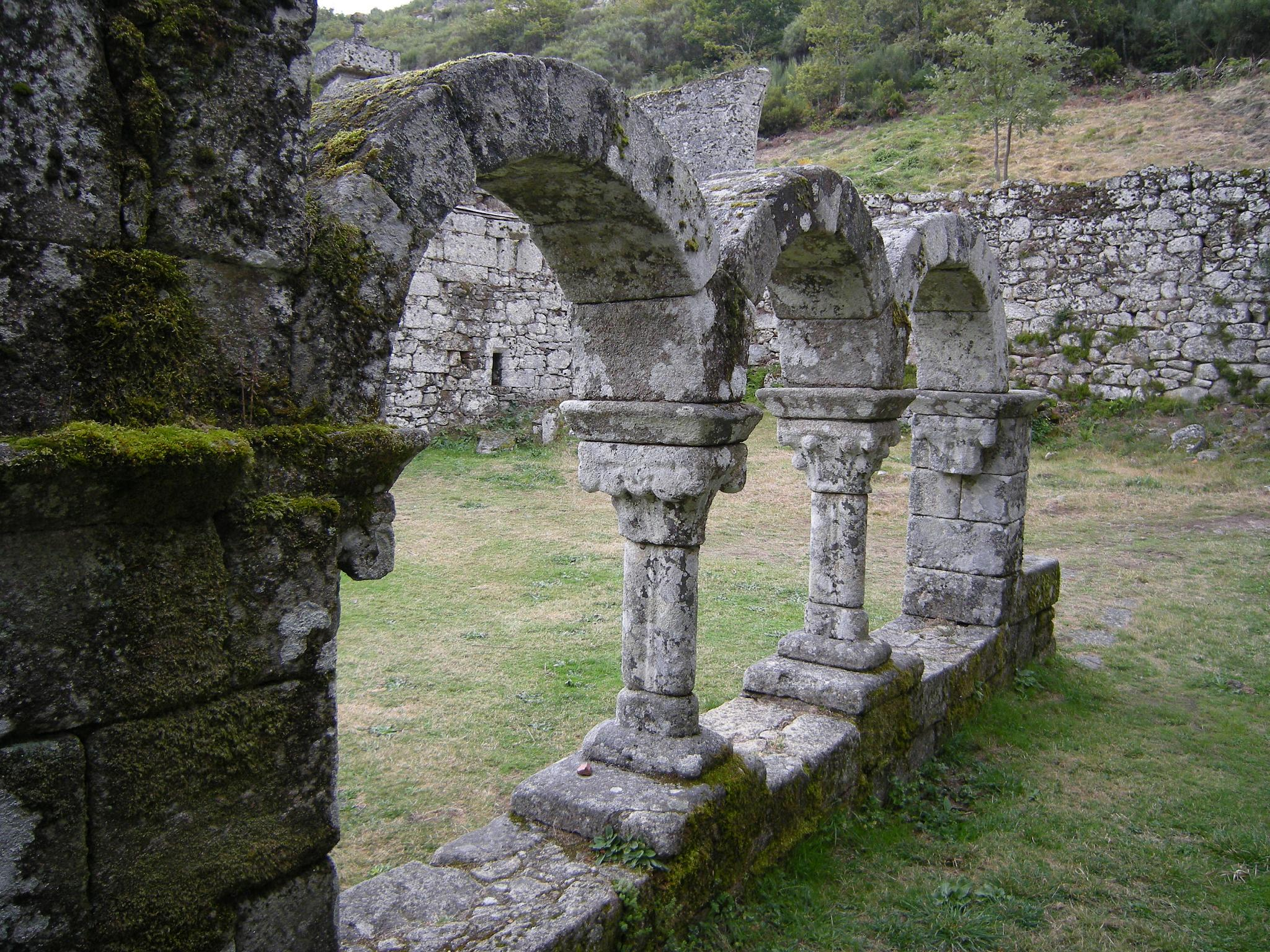
Ruínas do claustro
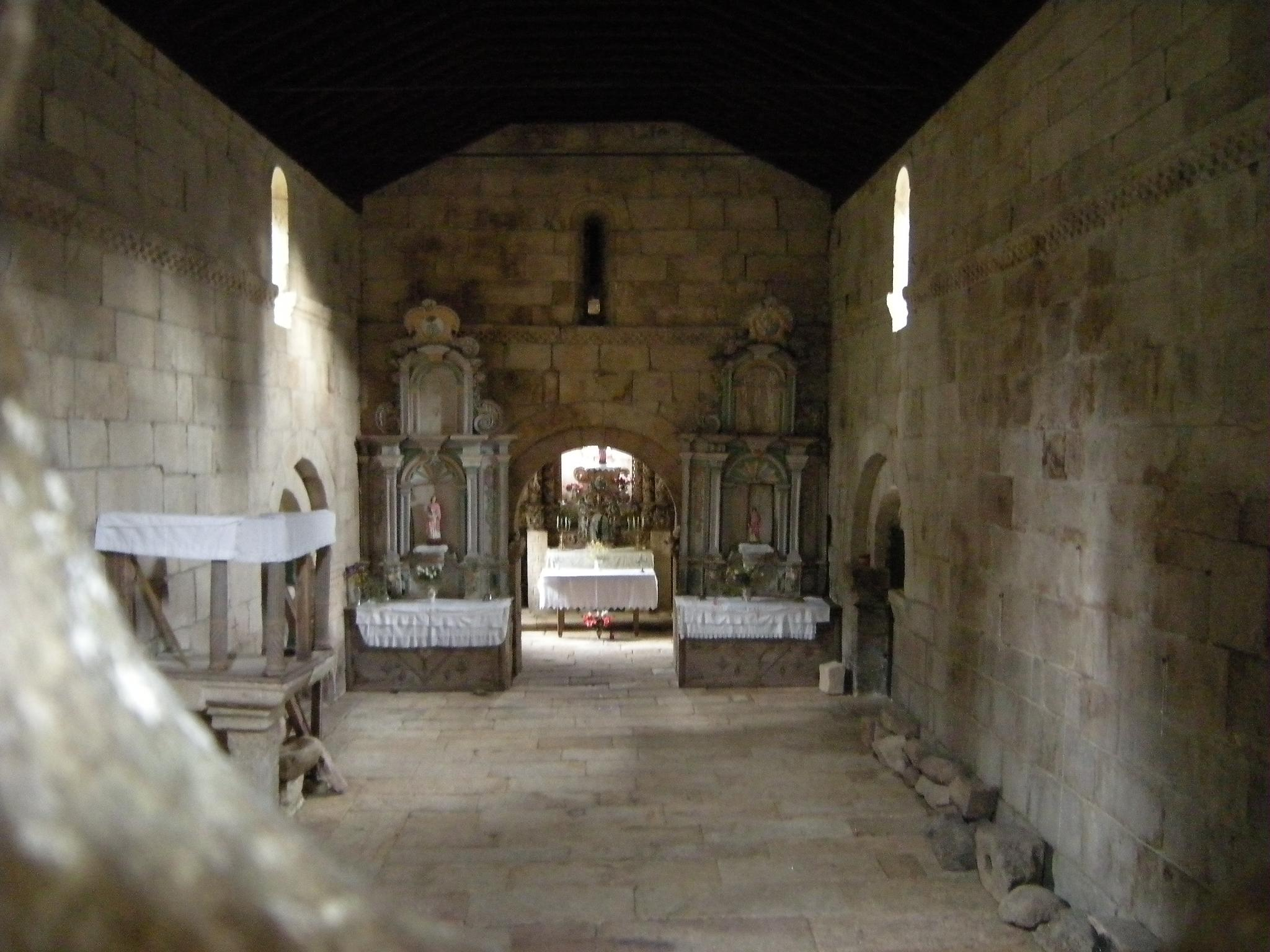
Interior da igreja.